# Дисен ам Тојтобургер Валд
Дисен ам Тојтобургер Валд (њем. Dissen am Teutoburger Wald) град је у њемачкој савезној држави Доња Саксонија. Једно је од 34 општинска средишта округа Оснабрик. Према процјени из 2010. у граду је живјело 9.330 становника. Посједује регионалну шифру (AGS) 3459015.

## Географски и демографски подаци
Дисен ам Тојтобургер Валд се налази у савезној држави Доња Саксонија у округу Оснабрик. Град се налази на надморској висини од 109 метара. Површина општине износи 31,9 km². У самом граду је, према процјени из 2010. године, живјело 9.330 становника. Просјечна густина становништва износи 292 становника/km².